# Dalma Caneva
Dalma Caneva (Genova, 6 maggio 1994) è una lottatrice italiana e ungherese, specializzata nella lotta libera.

## Biografia
È cresciuta in una famiglia di lottatori. La madre Edit Dosza è ungherese e, dopo una carriera giovanile nella lotta, è diventata arbitro internazionale ed ha fatto parte della squadra arbitrale olimpica dell'edizione di Pechino 2008. Il padre Lucio Caneva è allenatore della nazionale italiana.
Anche il fratello Aaron Caneva è lottatore di livello internazionale.
Nel 2011 ha sposato il lottatore cubano Frank Chamizo, che successivamente ha acquisito la cittadinanza italiana, divenendo uno dei lottatori più forti della nazionale.
Grazie al terzo posto ai Campionati mondiali militari di Fort Dix 2014 ha vinto la sua prima medaglia seniores nel torneo dei -63 chilogrammi.
Ai campionati del Mediterraneo di Madrid 2015 ha vinto la medegali d'oro nel torneo dei -63 chilogrammi.
Ai Giochi del Mediterraneo di Tarragona 2018, ha vinto la medaglia d'argento nei -68 chilogrammi, concludendo alle spalle della turca Buse Tosun.
Nel corso dei campionati europei di Roma 2020 ha vinto la medaglia d'argento nei -68 kg, perdendo in finale contro la russa Chanum Velieva.
Ha rappresentato l'Italia a varie edizioni dei campionati mondiali senza riuscire a vincere medaglie.

## Palmarès
- Europei

Roma 2020: argento nei -68 kg.
Varsavia 2021: bronzo nei -72 kg.
- Giochi del Mediterraneo

Tarragona 2018: argento nei -68 kg.
- Campionati del Mediterraneo

Madrid 2015: oro nei -63 kg.
- Mondiali militari

Fort Dix 2014: bronzo nei -63 kg.